# Championnat d'Italie féminin de rugby à XV 2025-2026
Navigation
Serie A Élite 2024-2025
Le Championnat d'Italie féminin de rugby à XV 2025-2026, ou Serie A Élite Femminile 2025-2026, oppose les huit meilleures équipes de rugby à XV du pays.

## Format
Le Championnat d'Italie est disputé en une poule unique de huit équipes qui s'affrontent en matchs aller-retour du 19 octobre au 15 mars. Les quatre équipes les mieux classées se qualifient pour les demi-finales. L'équipe terminant à la dernière place est reléguée en Serie A.

## Liste des équipes en compétition
La compétition compte les sept clubs de l'édition précédente. Volvera, relégué, est remplacé par le club napolitain du Neapolis.
| \| Colorno Padoue Villorba CUS Milano CUS Torino Capitolina · (Rome) Trévise Neapolis · (Naples) \| Localisation des clubs engagés dans le championnat. |
| Colorno Padoue Villorba CUS Milano CUS Torino Capitolina · (Rome) Trévise Neapolis · (Naples)                                                           |

| Équipe                  | Entraineur       | Stade                        | Capacité | Ville    |
| ----------------------- | ---------------- | ---------------------------- | -------- | -------- |
| Benetton Trévise        | Federico Zani    | Centre sportif de la Ghirada | 1 000    | Trévise  |
| Unione Rugby Capitolina | Francesco Amadio | Campo dell'Unione            | 2 000    | Rome     |
| Rugby Colorno           | Michele Mordacci | Stade Paolo Pavesi           | 300      | Colorno  |
| CUS Milano              | Roberto Dal Toè  | Stade Bicocca                | 500      | Milan    |
| Neapolis Rugby          | Luca Stornaiuolo | Villaggio del Rugby          | 2000     | Naples   |
| CUS Torino              | Alberto Carbone  | Stade Angelo Albonico        | 500      | Turin    |
| Valsugana Padoue        | Serena Settembri | Centre sportif Altichiero    | 500      | Padoue   |
| Villorba Rugby          | Federico Zizola  | Stadio Comunale              | 2 000    | Villorba |

## Classement et résultats

### Classement
Les clubs de la Capitolina et du CUS Torino reçoivent une pénalité de quatre points pour manquement au règlement concernant l'activité de leur école de rugby (catégorie -14).

### Résultats

#### 1rejournée
| 19 octobre | Villorba | – | CUS Milano |  |
| 19 octobre |          |   |            |  |
| 19 octobre |          |   |            |  |

| 19 octobre | Colorno | – | Capitolina |  |
| 19 octobre |         |   |            |  |
| 19 octobre |         |   |            |  |

| 19 octobre | Valsugana | – | CUS Torino |  |
| 19 octobre |           |   |            |  |
| 19 octobre |           |   |            |  |

| 19 octobre | Neapolis | – | Benetton |  |
| 19 octobre |          |   |          |  |
| 19 octobre |          |   |          |  |

## Phase finale
|  | Demi-finales | Demi-finales |  |  | Finale  | Finale  |
|  | Demi-finales | Demi-finales |  |  | Finale  | Finale  |
|  |              |              |  |  |         |         |
|  | 22 mars      | 22 mars      |  |  | 29 mars | 29 mars |
|  | 22 mars      | 22 mars      |  |  | 29 mars | 29 mars |
|  |              |              |  |  | 29 mars | 29 mars |
|  |              |              |  |  | 29 mars | 29 mars |
|  |              |              |  |  | 29 mars | 29 mars |
|  |              |              |  |  |         |         |
|  | 22 mars      |              |  |  |         |         |
|  |              |              |  |  |         |         |
|  |              |              |  |  |         |         |
|  |              |              |  |  |         |         |
|  |              |              |  |  |         |         |
|  |              |              |  |  |         |         |